# فاضل‌خان گروسی
میرزا محمد، (زاده ۱۱۹۸ ه. قمری بیجار گروس - درگذشته ۱۲۵۹ تهران)، معروف به فاضل‌خان گروسی و فاضل‌خان همدانی‌، ادیب و شاعر دوران قاجار بود.
او از طایفهٔ بایندر ترکمان منطقهٔ بیجار بود.

## زندگی‌نامه
فاضل‌خان گروسی در دوران حکومت فتحعلی شاه قاجار می‌زیسته است، او در کودکی پدر خود را از دست داد، چندی پس از مرگ پدر، به عراق و مناطق دیگر سفر کرد و خط و انشایی فراهم آورد. پس به تهران آمد و به وسیله فتحعلی خان صبا به دربار راه یافت و جزو غلامان خاص درآمد و به فرمان شاه تحت نظر و تربیت صبا مشغول تحصیل شد؛ و در پنج سال چنان معلوماتی از علوم زمان بدست آورد که شاه چون فضایل او را دید لقب " فاضل خان " به او داد و به سمت جارچی باشی، یعنی رئیس و سرکرده منادیان دربار، منصوب شد. او چند سال جزو منشیان مخصوص شاه کار می‌کرد و در سفر و حضر ملتزم رکاب بود و چون بیانی خوب داشت، قصایدی را که فتحعلی خان ملک الشعراء و دیگران در مدح شاه می‌سرودند حفظ و رعایت می‌کرد و بدین مناسبت تخلص شعری خود را نیز راوی قرار داد.

## دیدار با پوشکین
در روز آدینه، ۲۴ رجب سال ۱۲۴۴ ه‍.ق (۳۰ ژانویه ۱۸۲۹ م) واقعه ناگوار قتل گریبایدوف، سفیر روس در تهران پیش آمد، و هفت ماه بعد شاهزاده خسرومیرزا، یکی از پسران کهتر عباس میرزا نایب السلطنه، با هیئتی برای عذرخواهی مأمور دربار روسیه شد. فاضل خان هم جزو این هیئت بود.
هیئت نمایندگی خسرو میرزا در راه قفقاز به پوشکین، شاعر نامی روس، برخورد که با آرتش ژنرال پاسکویچ به میدان جنگ با عثمانی می‌رفت.
پوشکین شرح این ملاقات را در سفرنامه ارز روم چنین آورده است:
«عجله داشتم که هر چه زودتر به تفلیس برسم… منتظر شاهزاده ایران بودند. در نزدیکی ده کازبیک (قاضی بیگ) با چند دستگاه کالسکه برخوردیم و راه چون تنگ بود، بند آمد. در آن میان که وسائطه نقلیه از کنار هم رد می‌شدند، افسر نگهبان به ما گفت که وی شاعر دربار ایران را بدرقه می‌کند و به خواهش من مرا به فاضل خان معرفی کرد. به کمک مترجم خواستم به تعارفات پرآب و تاب شرقی بپردازم. اما چقدر شرمنده شدم وقتی که فاضل خان شیرینکاری نابجای مرا با فروتنی ساده و مودبانه‌ای پاسخ داد و اظهار امیدواری کرد که باز در پترسبورگ مرا ببیند و تاسف خورد که آشنایی ما طولانی نبود. ناچار شدم این لحن شوخی پر افاده خود را عوض کرده، با عبارات معموله اروپایی با او سخن گویم. این پیش آمد باید برای ما روسها درس عبرتی باشد که شوخی و مسخرگی را کنار بگذاریم و من خود از این پس دربارهٔ کسی از روی کلاه پوستی و سر انگشتان خضاب کرده اش قضاوت نخواهم کرد.»

## آثار
- ترجمهٔ کتاب مقدس
- منشات
- انجمن خاقان
- دیوان اشعار

## مرگ
فاضل خان در سال ۱۲۵۲ یا ۱۲۵۹ ه‍.ق بر اثر بیماری شدید چند ماهه در تهران درگذشت.